# Lalmohania
Lalmohania is een monotypisch geslacht van straalvinnige vissen uit de familie van de vijlvissen (Monacanthidae).

## Soort
- Lalmohania velutina Hutchins, 1994